# Trula
Trula u igri tarok označava kombinaciju sljedećih karata:
- Pagat: tarok I
- Mond: tarok XXI; ovisno o igri najviši ili drugi najviši adut,
- Škis: uobičajeno nije označen brojem; ovisno o igri predstavlja se kao posebna karta s brojem 0, ili kao najviši adut (praktično tarok XXII).

Po pravilima većine varijanti taroka ove karte igraju posebnu ulogu, npr. vrijednost ovih karata je 5 bodova, dok ostali taroci (po novim pravilima) vrijede samo 1 bod (po starim pravilima taroci II do XX nisu bodovani); ako neko ima u ruci kompletnu trulu, dobiva dodatne bodove.
Dodatni bodovi su predviđeni za slučaj "hvatanja" monda, t.j. kad mond bude presečen višom kartom.
"Zlatni štih": u slučaju da igrači u jednom štihu odigraju sva tri taroka iz trule, štih nosi igrač koji je odigrao pagata.